# Weronika Bochat-Piotrowska
Weronika Bochat-Piotrowska (ur. 25 sierpnia 1991 w Solcu Kujawskim) – polska aktorka filmowa, telewizyjna i teatralna, wokalistka, aktorka głosowa, prezenterka i trenerka wokalna.
Zdobywczyni wielu nagród, m.in. Grand Prix na Festiwalu im. Anny Jantar we Wrześni i Grand Prix na Festiwalu Piosenki w Koninie.

## Życiorys
Przez kilka lat prowadziła program 5-10-15 w TVP1. Współtworzyła grupę KWADro, z którą w 2004 reprezentowała Polskę w finale 2. Konkursu Piosenki Eurowizji dla Dzieci w Lillehammer.
W 2007 zadebiutowała na scenie Teatru Muzycznego „Roma”, wystąpiła w musicalach: Alicja w Krainie Czarów, Upiór w operze, Les Misérables, Akademia Pana Kleksa i Aladyn JR. Ponadto w 2014 występowała w musicalu Rent na scenie Teatru Rampa.
Nagrywa piosenki dla dzieci i młodzieży, prowadzi koncerty i festiwale. Współorganizuje warsztaty wokalne oraz udziela prywatnych lekcji początkującym wokalistom. Zajmuje się także dubbingiem. Jest wokalistką projektu Polisz Fank.
W 2010 wsparła wokalnie Marcina Mrozińskiego podczas występu w półfinale 55. Konkursu Piosenki Eurowizji w Oslo. Tym samym stała się pierwszą Polką a także wokalistką która pojawiła się na scenie w obu odsłonach konkursu (dla dzieci i dla dorosłych).
29 listopada 2014 w Warszawie poślubiła tancerza Gabriela Piotrowskiego. Mają dwoje dzieci, Stefanię i Józefa.

## Role teatralne
- Teatr Muzyczny „Roma”[6]
  - 2007: Akademia Pana Kleksa (reż. Wojciech Kępczyński) jako Piwonia[6].
  - 2008: Upiór w Operze (reż. Wojciech Kępczyński) – zespół wokalno-aktorski[6]
  - 2010: Les Misérables (reż. Wojciech Kępczyński) jako Kozeta[6]
  - 2011: Aladyn JR (reż. Wojciech Kępczyński) – zespół wokalno-aktorski[6]
  - 2012: Deszczowa Piosenka (reż. Wojciech Kępczyński) – chórek wokalny[6]
  - 2015: Swingowe święta[10] (reż. Tomasz Steciuk)[6]
  - 2015: Alicja w Krainie Czarów (reż. Cezary Domagała)[6]

- Opera i Filharmonia Podlaska[11]
  - 2013: Upiór w Operze (reż. Wojciech Kępczyński) – zespół wokalno-aktorski[12]
  - 2014: Prosimy nie wyrywać foteli (reż. Jakub Szydłowski) – zespół wokalno-aktorski[13]
  - 2016: 5 ostatnich lat (reż. Wojciech Kępczyński) jako Cathy[14]
  - 2016: Mamma Mia (reż. Wojciech Kępczyński) jako Ala[15]
  - 2016: Piloci (reż. Wojciech Kępczyński) jako członkini chóru wokalnego[16]

- Teatr Rampa[17]
  - 2014: Rent (reż. Jakub Szydłowski) – zespół wokalno-aktorski[18]

- Akademia Młodych Talentów[19][20]
  - 2014–2016: trener wokalny[19]

- Teatr Syrena[21]
  - 2018: Rodzina Addamsów (reż. Jacek Mikołajczyk) jako Wednesday[22]

## Filmografia

### Dubbing
- 2007: Wyprawa po magiczne serce jako Żaba[23]
- 2012: Jej Wysokość Zosia: Była sobie księżniczka jako Kopciuszek[24]
- 2016: Gdzie jest Dory?[25]
- 2016: Vaiana: Skarb oceanu jako Vaiana[26]
- 2018: Książę Czaruś jako Laura[27]
- 2018: Ralph Demolka w internecie jako Vaiana[28]
- 2019: Urwis jako Ola Trel[29]
- 2024: Vaiana 2 jako Vaiana

### Seriale
- 2010: My Little Pony: Przyjaźń to magia[30] jako Hrabina Coloratura (odc. 115)
- 2013: Jej Wysokość Zosia[31]

## Dyskografia

### Filmy
- 1950: Kopciuszek[32] – Kopciuszek (dubbing z 2012; „Ze snem budzą się marzenia”, „Słowiczy trel”, „To miłość jest”)[33]
- 2010: My Little Pony: Przyjaźń to magia[30] – Hrabina Coloratura (odc. 115)
- 2012: Jej Wysokość Zosia: Była sobie księżniczka[24] – Kopciuszek („True Sisters”)
- 2016: Barbie: Gwiezdna przygoda[34]
- 2016: Gdzie jest Dory? – chór („Gdzie tam jest dom”)[35]
- 2016: Vaiana: Skarb oceanu – Vaiana („Twoje ja”, „Pół kroku stąd”, „Pół kroku stąd” (repryza), „Jestem Vaiana”, „Znajdź swoje ja”)[26]
- 2018: Książę Czaruś[27] – Laura[36]
- 2018: Mała Stopa – chór („Zrozum to”)[37]
- 2018: Mary Poppins powraca – chór („Royal Doulton Music Hall”)[38]

## Nagrody
- 2015: Grand Prix II Ogólnopolskiego Festiwalu im. Anny Jantar we Wrześni[39][1]
- 2012: Grand Prix na Festiwalu Piosenki w Koninie[2]

## Życie prywatne
29 listopada 2014 w Warszawie poślubiła Gabriela Piotrowskiego. Maja córkę Stefanię i syna Józefa.